# Syd Ball
Syd Ball (* 24. Januar 1950 in Sydney) ist ein ehemaliger australischer Tennisspieler. Er war Doppelfinalist bei den Australian Open 1974.

## Karriere
Syd Ball trat aber der zweiten Hälfte der 1960er bei Tennisturnieren in Australien an. Im Jahr 1970 konnte er mit Bob Giltinan das Halbfinale der Australian Open, in dem sie John Alexander und Phil Dent unterlagen. Im Jahr 1973 gelang ihm in Brisbane im Einzel ein Turniersieg.
Im Jahr 1974 konnte er zum ersten und einzigen Mal bei der Doppelkonkurrenz der Australian Open das Finale eines Grand-Slam-Turniers erreichen. Mit seinem Doppelpartner Bob Giltinan wurde er im Finale von seinen Landsmännern Ross Case und Geoff Masters geschlagen, nachdem sie im Halbfinale die an Position 1 gesetzte Paarung John Newcombe und Tony Roche besiegt haben. Syd Ball wurde 1974 im Halbfinale des Davis Cups in der Australischen Davis-Cup-Mannschaft eingesetzt und konnte sein einziges Einzelmatch gewinnen. Dies war sein einziger Einsatz beim Davis Cup. In Manila gelang ihm gemeinsam mit Ross Case sein erster Doppeltitel.
In den Jahren 1976 und 1977 gelangen ihm mit Ray Ruffels ein und mit Kim Warwick vier Doppeltitel auf der ATP Tour. Im August 1977 erreichte er mit Platz 22 der Doppelweltrangliste seine beste Platzierung. Nach 1977 konnte er zwar sechs weitere Finalpartien in Doppelturnieren der ATP Tour erreichen, weitere Titel erlangte jedoch ausschließlich bei Challengerturnieren mit unterschiedlichen Doppelpartnern.
Nach seinem Karriereende arbeitete Ball als Trainer. So betreute er in dieser Funktion unter anderem John Fitzgerald und Brad Drewett.

## Privates
Im Februar 1978 verlobte Ball sich mit der erfolgreichen britischen Tennisspielerin Sue Barker. Die Ehe wurde nicht geschlossen.
Syd Ball ist Vater von drei Söhnen, die allesamt Tennis spielten. Sein Sohn Carsten Ball, den er auch trainierte, spielte auch auf professioneller Ebene auf der ATP Tour.

## Erfolge
| Legende                 |
| Grand Slam              |
| Weitere Turniere (6)    |
| ATP Challenger Tour (9) |

| Titel nach Belag |
| Hartplatz (2)    |
| Rasen (3)        |
| Sand             |
| Teppich (1)      |

### Einzel

#### Turniersiege
| Nr. | Datum            | Turnier  | Belag | Finalgegner | Ergebnis                |
| --- | ---------------- | -------- | ----- | ----------- | ----------------------- |
| 1.  | 9. Dezember 1973 | Brisbane | Rasen | Ross Case   | 4:6, 6:4, 6:1, 2:6, 6:1 |
| 2.  | 7. Dezember 1975 | Adelaide | Rasen | John Lloyd  | 6:4, 7:5, 6:3           |

### Doppel

#### Turniersiege

##### ATP Tour
| Nr. | Datum             | Turnier     | Belag         | Partner     | Finalgegner                    | Ergebnis      |
| --- | ----------------- | ----------- | ------------- | ----------- | ------------------------------ | ------------- |
| 1.  | 17. November 1974 | Manila      | Teppich (i)   | Ross Case   | Mike Estep Marcelo Lara        | 6:3, 7:6, 9:7 |
| 2.  | 7. März 1976      | Little Rock | Hartplatz (i) | Ray Ruffels | Giuliano Pecci Haroon Rahim    | 6:3, 6:7, 6:3 |
| 3.  | 17. Oktober 1976  | Brisbane    | Rasen         | Kim Warwick | Ismail El Shafei Brian Fairlie | 6:4, 6:4      |
| 4.  | 1. Januar 1977    | Sydney      | Rasen         | Kim Warwick | Mark Edmondson John Marks      | 6:3, 6:4      |
| 5.  | 13. November 1977 | Hongkong    | Hartplatz     | Kim Warwick | Marty Riessen Roscoe Tanner    | 7:6, 6:3      |
| 6.  | 11. Dezember 1977 | Adelaide    | Rasen         | Kim Warwick | John Alexander Phil Dent       | 3:6, 7:6, 6:4 |

##### Challenger Tour
| Nr. | Datum           | Turnier   | Belag     | Partner         | Finalgegner                  | Ergebnis      |
| --- | --------------- | --------- | --------- | --------------- | ---------------------------- | ------------- |
| 1.  | 13. Januar 1980 | Perth     | Rasen     | Cliff Letcher   | Dale Collings Dick Crealy    | 6:3, 6:4      |
| 2.  | 6. April 1980   | Shimizu   | Hartplatz | Cliff Letcher   | Chris Kachel John Marks      | 6:7, 6:3, 6:2 |
| 3.  | 27. April 1980  | Toyota    | Hartplatz | Cliff Letcher   | Chris Kachel Russell Simpson | 6:3, 6:4      |
| 4.  | 11. Mai 1980    | Galatina  | Sand      | Chris Kachel    | Tim Garcia Michael Grant     | 6:2, 6:1      |
| 5.  | 18. Januar 1981 | Perth (1) | Rasen     | Cliff Letcher   | Colin Dibley John James      | 3:6, 7:6, 8:6 |
| 6.  | 10. Mai 1981    | Mexicali  | Hartplatz | Ross Case       | John James Sashi Menon       | 6:3, 6:3      |
| 7.  | 17. Januar 1982 | Perth (2) | Rasen     | John Fitzgerald | Brett Edwards Cliff Letcher  | 6:3, 6:3      |

#### Finalteilnahmen
| Nr. | Datum              | Turnier         | Belag         | Partner        | Finalgegner                      | Ergebnis      |
| --- | ------------------ | --------------- | ------------- | -------------- | -------------------------------- | ------------- |
| 1.  | 1. Januar 1974     | Australian Open | Rasen         | Bob Giltinan   | Ross Case Geoff Masters          | 7:6, 3:6, 4:6 |
| 2.  | 30. September 1974 | San Francisco   | Teppich (i)   | John Alexander | Bob Lutz Stan Smith              | 4:6, 6:76     |
| 3.  | 27. Oktober 1974   | Christchurch    | Hartplatz (i) | Ray Ruffels    | Ismail El Shafei Roscoe Tanner   | kampflos      |
| 4.  | 18. Mai 1975       | Bournemouth     | Sand          | Dick Crealy    | Juan Gisbert Manuel Orantes      | 6:8, 3:6      |
| 5.  | 2. November 1975   | Manila          | Sand          | Kim Warwick    | Ross Case Geoff Masters          | 1:6, 2:6      |
| 6.  | 24. Oktober 1976   | Sydney Indoor   | Hartplatz (i) | Kim Warwick    | Ismail El Shafei Brian Fairlie   | 6:4, 4:6, 6:7 |
| 7.  | 16. Januar 1977    | Adelaide        | Rasen         | Kim Warwick    | Cliff Letcher Dick Stockton      | 3:6, 6:4, 4:6 |
| 8.  | 24. April 1977     | Denver          | Teppich (i)   | Kim Warwick    | Colin Dibley Geoff Masters       | 2:6, 3:6      |
| 9.  | 15. Oktober 1978   | Brisbane        | Rasen         | Allan Stone    | John Alexander Phil Dent         | 3:6, 6:7      |
| 10. | 24. Dezember 1978  | Sydney          | Rasen         | Bob Carmichael | Hank Pfister Sherwood Stewart    | 4:6, 4:6      |
| 11. | 16. August 1981    | Cleveland       | Hartplatz     | Ross Case      | Erik van Dillen Van Winitsky     | 4:6, 7:5, 5:7 |
| 12. | 14. Februar 1982   | Richmond        | Sand          | Rolf Gehring   | Mark Edmondson Kim Warwick       | 4:6, 2:6      |
| 13. | 11. Juli 1982      | Newport         | Rasen         | Rod Frawley    | Andy Andrews John Sadri          | 6:3, 6:7, 5:7 |
| 14. | 10. Oktober 1982   | Melbourne       | Teppich (i)   | Rod Frawley    | Francisco González Matt Mitchell | 6:7, 6:7      |